# Trizocheles longicaulis
Trizocheles longicaulis is een tienpotigensoort uit de familie van de Pylochelidae. De wetenschappelijke naam van de soort is voor het eerst geldig gepubliceerd in 1926 door Boas.